# Luise Federn-Staudinger
Luise Federn-Staudinger (* 1. August 1879 in Worms; † 8. Mai 1967 in Darmstadt) war eine deutsche Bildhauerin und Medailleurin. 

## Leben
Luise Staudinger kam als Tochter des Gymnasialprofessors Franz Staudinger und dessen Ehefrau, der Frauenrechtlerin Auguste Staudinger, geborene Wenck (1852–1944), zur Welt. Sie wurde evangelisch getauft. Luise hatte drei Brüder. Einer der Brüder war der Chemiker und Nobelpreisträger Hermann Staudinger. Der andere war der Staatssekretär im preußischen Handelsministerium Hans Staudinger. Ihr Vater war ein führender Theoretiker der Genossenschaftsbewegung und mit August Bebel und Eduard Bernstein bekannt. Mit letzterem verband ihn eine lebenslange Freundschaft.
Seit 1899 war ihr Vater Oberlehrer am Ludwig-Georgs-Gymnasium. Die Familie zog daher 1901 nach Darmstadt. Luise trat in diesem Jahr in die Bildhauerklasse von Ludwig Habich ein und war eine der ersten Frauen in Deutschland im Bereich der plastischen Kunst. 1906 wechselte ihr Lehrer Habich nach Stuttgart und Luise ging zu Studienzwecken nach Paris. In Paris besuchte sie die Académie Colarossi.
Ab 1908 lebte sie in Berlin-Grunewald und richtete ein Lehratelier für Modellierkurse ein. Dort heiratete sie 1909 den Verleger und Kunsthändler Robert Federn (1878–1959). Aus der Ehe ist 1910 der spätere Hochschullehrer Klaus Federn und 1912 die Tochter Else entstanden. Nach der Trennung von ihrem Ehemann übersiedelte Luise mit ihren beiden Kindern 1917 wieder nach Darmstadt zu ihren Eltern in die Liebigstraße 25.
In der Zeit des Nationalsozialismus war sie Mitglied der Reichskammer der bildenden Künste und u. a.  1937, 1939, 1941, 1943 und 1944 mit insgesamt acht Arbeiten auf der Großen Deutschen Kunstausstellung in München vertreten.
Das Werk von Luise Staudinger umfasst v. a. Plaketten (z. B. Grab von Luise Büchner, Hermann-Haupt-Plakette 1930), Büsten und Kleinplastiken. Einige finden sich im Hessischen Landesmuseum Darmstadt. In den 1920er Jahren unterhielt sie einen Raum im Gewerbemuseum in Darmstadt. 1960 löste sie ihr Atelier in der Liebigstraße 25 in Darmstadt auf und überließ dem Darmstädter Stadtmuseum zahlreiche Entwürfe zu Porträtplaketten Darmstädter Persönlichkeiten, die sich heute im Darmstädter Stadtarchiv befinden.
Sie war Mitglied der GEDOK.